# Сейсмічність Іраку
Ірак характеризується досить високою сейсмічністю.

## Загальна характеристика
Територію Іраку у фізико-географічному відношенні можливо розділити на чотири основні райони, які відрізняються один від одного перш за все, рельєфом. Це, перш за все, гірський північ і північний схід; Верхня Месопотамія (плато Джезіре); Нижня Месопотамія (алювіальні рівнини межиріччя Тигру і Євфрату); пустельне плато (Сирійська пустеля південного заходу та Аравійська півдня).
Ірак розташований на стику Середземноморського геосинклінального пояса з аравійською частиною Африканської (Африкано-Аравійської) платформи і включає три основних елементи: північно-східну частину Африканської платформи, Месопотамський крайовий прогин та зовнішню міогеосинклінальну зону хребта Загросу. Сейсмічність Іраку відрізняється надзвичайною контрастністю і нерегулярністю сейсмічного режиму. Найбільш високосейсмічною зоною Іраку є хребет Загрос.

## Землетруси XXI століття

### 2017
12 листопада 2017 року, в північній курдській частині Іраку на кордоні з Іраном стався потужний землетрус магнітудою 7,3 бала. За повідомленням Геологічної служби США, епіцентр підземних поштовхів був в 32 кілометрах на південний захід від Халабжі, на глибині 33,9 км. Землетрус також відчувався в Ірані, де повідомлялося про руйнування. За даними державного телеканалу Іраку, внаслідок землетрусу є руйнування в щонайменше у восьми селах. Наступного дня стало відомо, що кількість жертв землетрусу в Ірані та Іраку перевищила 400 осіб, тисячі людей було поранено. Так, в Іраку землетрус вбив щонайменше 7 осіб і поранив 535, в Ірані загинули 407 осіб і 6 700 осіб було поранено.

### 2019
11 травня 2019 року, поблизу іракського міста Сулейманія стався землетрус магнітудою 5,3 бала. За повідомленням Геологічної служби США, землетрус стався за 71 км на південний схід від міста на глибині 10 км. Безпосередня інформація про збитки, викликані землетрусом, не надходила.